# Ornichia
Ornichia är ett släkte av gentianaväxter. Ornichia ingår i familjen gentianaväxter.
Kladogram enligt Catalogue of Life:
| Ornichia | \| \| Ornichia lancifolia \| \| \| \| \| \| Ornichia trinervis \| \| \| \| |
|          | \| \| Ornichia lancifolia \| \| \| \| \| \| Ornichia trinervis \| \| \| \| |
|          | Ornichia lancifolia                                                        |
|          |                                                                            |
|          | Ornichia trinervis                                                         |
|          |                                                                            |